# Viaduc de Monestier
Le viaduc de Monestier est un ouvrage d'art routier situé dans le département de l'Isère, en France, qui permet à l'autoroute A51 de franchir la vallée de Franjaret pour pénétrer dans le tunnel de Sinard, au sud de Grenoble.
Ce viaduc, ouvert à la circulation le 21 mars 2007, a une longueur de 860 m et un tablier reposant sur 8 piles.

## Galerie

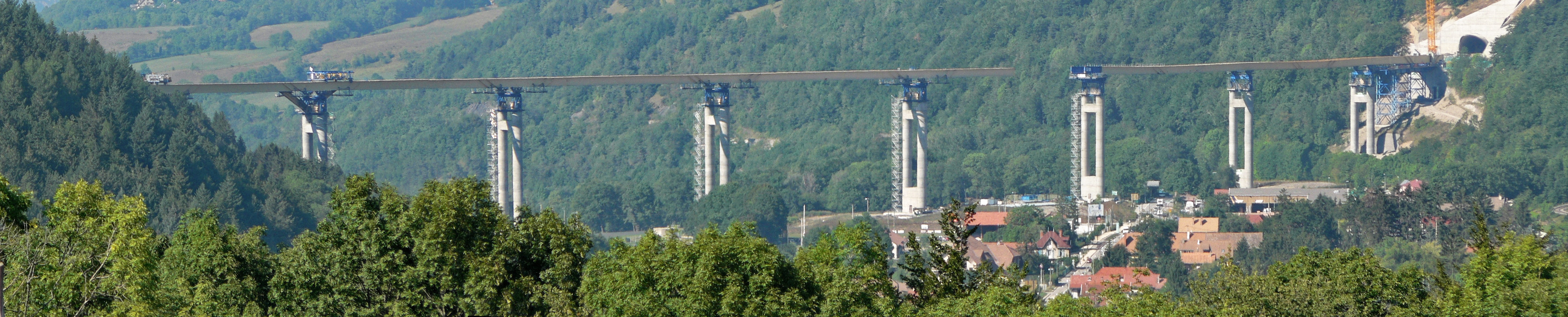
Le viaduc en construction.
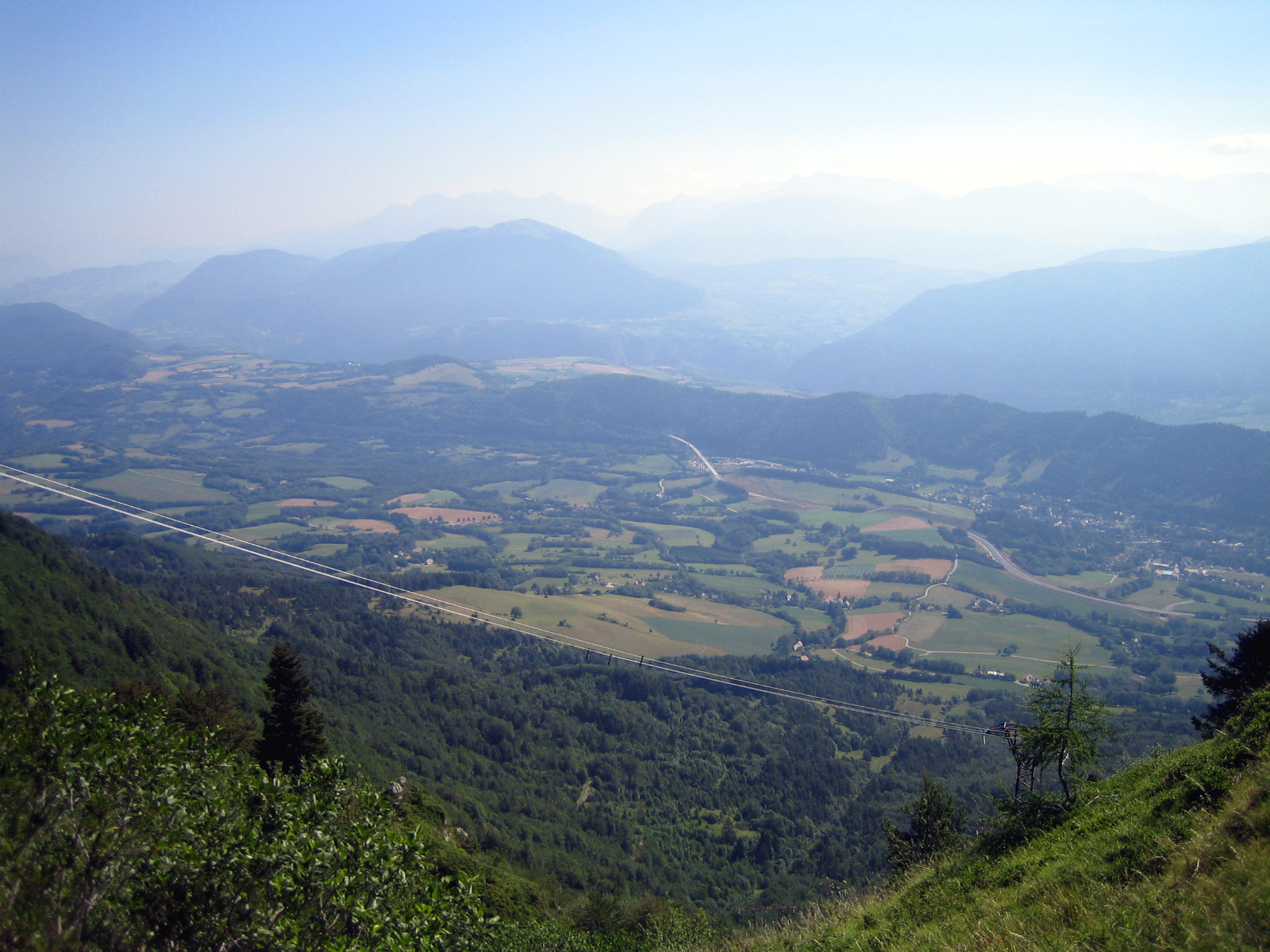
Le viaduc dans la vallée (vue depuis le pas du Serpaton).
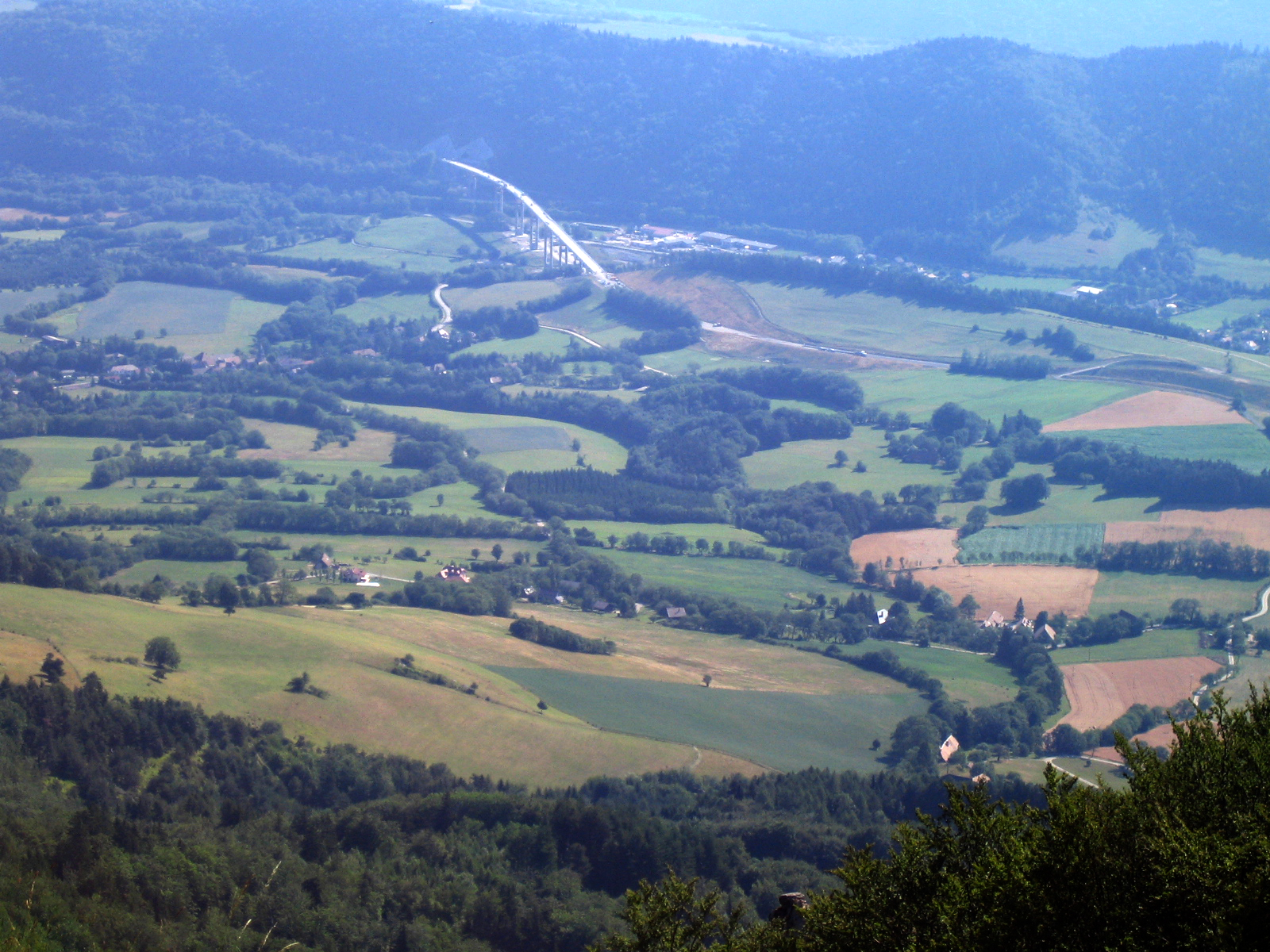
Le viaduc se prolonge par un tunnel.
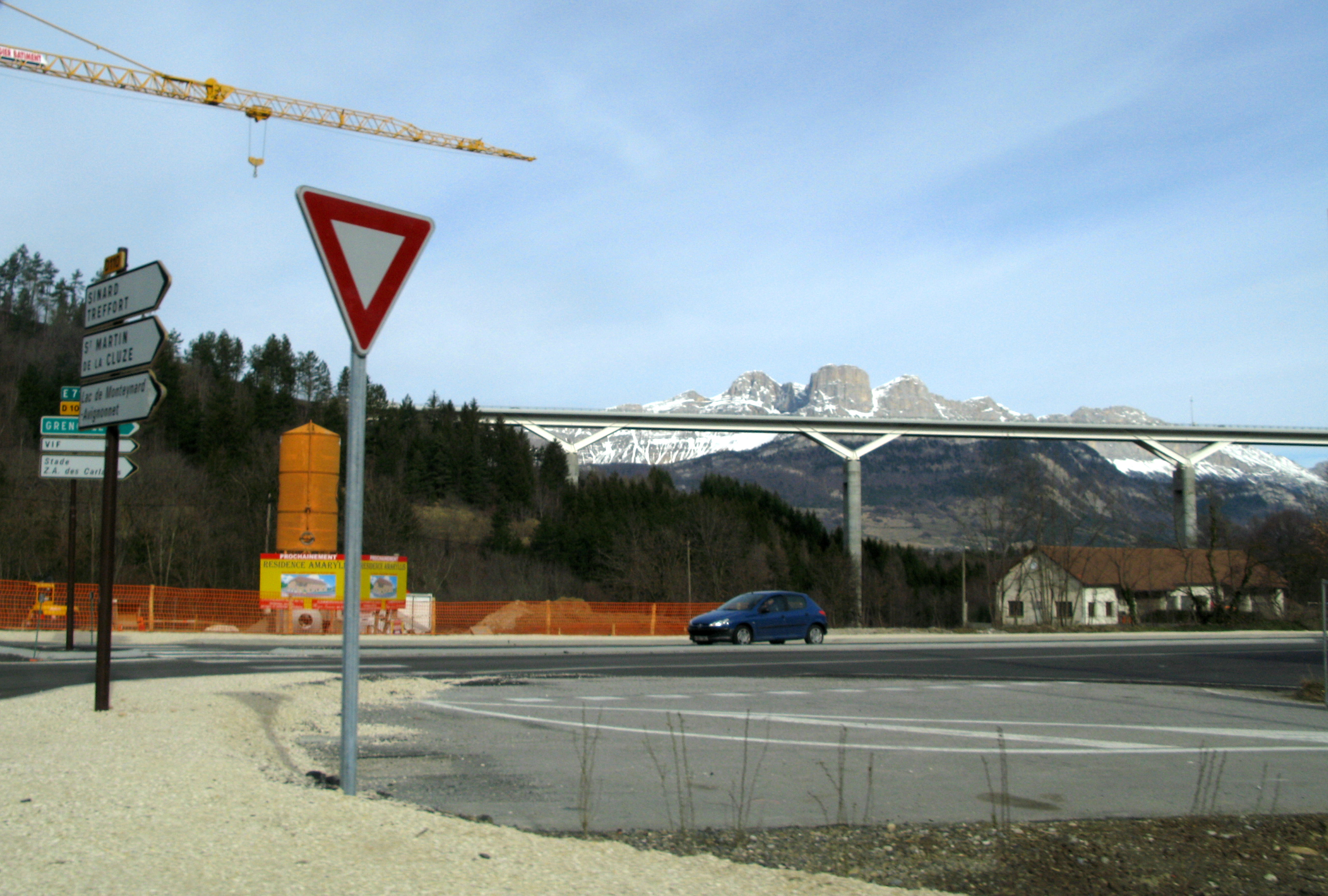
Vue partielle en provenance de Gresse-en-Vercors.
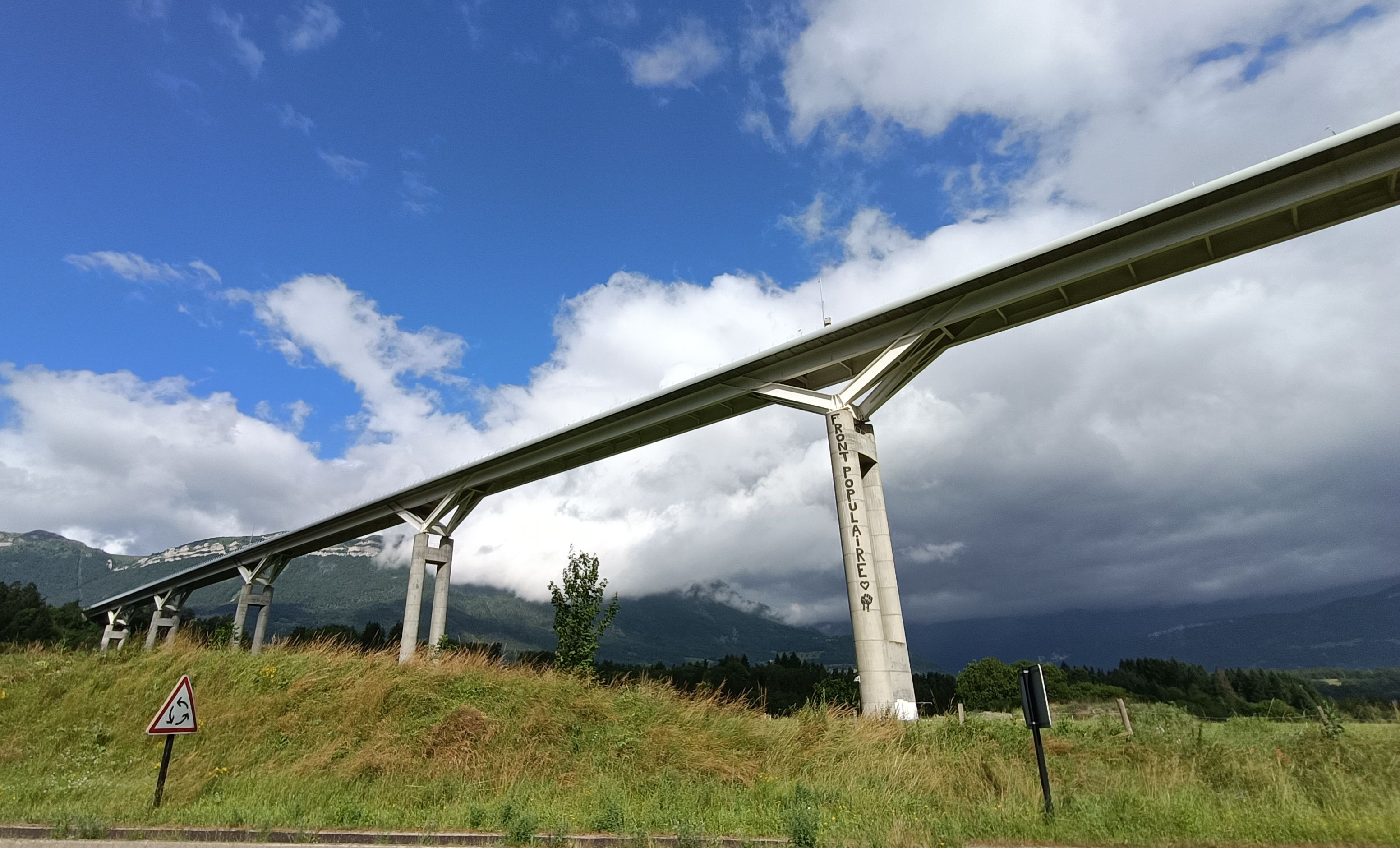
Vue en perspective depuis la D1075, avec une inscription Front populaire sur un des piliers